# Liz Sheridan
Liz Sheridan   (Rye, 10 d'abril de 1929 - Nova York, 15 d'abril de 2022) va ser una actriu estatunidenca.

## Biografia
Després de debutar a la sèrie de televisió Kojak, Liz Sheridan apareix en nombroses pel·lícules de televisió així com en sèries com A cor obert, The Two Are a Pair, Riptide, Santa Barbara o Clair de lune. És coneguda per interpretar el paper de Helen Seinfeld, la mare de Jerry a la sèrie Seinfeld, i Raquel Ochmonek, la veïna manefla de la sèrie Alf.
També va tenir alguns petits papers cinematogràfics en pel·lícules com Legal Eagles o Qui és aquesta noia?.
També coneguda per ser la companya de James Dean. Va escriure un llibre sobre la seva relació, titulat Dizzy and Jimmy, que es convertirà en una pel·lícula el 2022.
Va morir el 15 d'abril de 2022, pocs dies després de celebrar el seu 93è aniversari.

## Filmografia

### Al cinema
- 1982: Jekyll and Hyde... Together Again de Jerry Belson: Mrs. Larson
- 1983: Star 80: maquilladora
- 1984: Nickel Mountain: infermera
- 1985: Avenging Angel: infermera
- 1985: School Spirit: Mrs. Kingman
- 1986: Legal Eagles d'Ivan Reitman: Little Old Lady
- 1987: Qui és aquesta noia? (Who's That Girl): infermera num. 1
- 1991: Wishman: Ms. Finger
- 1992: Only You: Mrs. Stein
- 1993: Brain Smasher... A Love Story (vídeo): Ma Molloy
- 1995: Forget Paris: dona en el cotxe
- 1996: Always Say Goodbye: Muriel Evans
- 1996: A & P: Hi-Ho Lady
- 1996: Wedding Bell Blues: Mrs. Samuel Levine
- 1998: Just Add Water: Nanna
- 2000: Closing the Deal
- 2002: Now You Know: Grandma
- 2004: Surge of Power: cameo
- 2005: Escape: empleada de l'estació de servei

### A la televisió
- 1977: Kojak  (sèrie de televisió): Rose
- 1979: Archie Bunker's Place (sèrie TV): Lady
- 1982: World War III (TV): Naomi Glass
- 1982: Allô Nelly bobo (sèrie TV): infirmière
- 1982: In the Custody of Strangers (TV): '
- 1983: Hospital St Elsewhere (sèrie TV): Dr Susan Mauri
- 1983: Oh Madeline (sèrie TV): Mrs. Phelps
- 1984: Second Sight: A Love Story (TV): Mrs. Carlisle
- 1984: Three's a Crowd (sèrie TV): Miss Rockwell
- 1984: The Cartier Affair (TV): Miss Carpenter
- 1984: Riptide (sèrie TV): la secretària d'Everitt
- 1986: Santa Barbara (sèrie TV): infermera
- 1985: Sins of the Father (TV): dona d'edat mitjana
- 1985: Moonlighting (TV): Selma
- 1985: Generation  (sèrie TV): Clara
- 1986: A Year in the Life (TV): Lois
- 1986: Kate's Secret (TV): Evelyn
- 1986: Sunday Drive (TV): hôtesse
- 1986 - 1990: Alf (sèrie TV): Raquel Ochmonek
- 1987: Warm Hearts, Cold Feet (TV): Amanda McPherson
- 1988: The Secret Life of Kathy McCormick (TV): Mrs. Van Adams
- 1990: Dr. Ruth's House (TV): la governanta de Ruth
- 1990 - 1999: Seinfeld (sèrie TV): Helen Seinfeld
- 1991: Changes (TV): Mrs. Hahn
- 1994: Life with Louie: A Christmas Surprise for Mrs. Stillman (TV): Mrs. Stillman (voix)
- 1995: Deadline for Murder: From the Files of Edna Buchanan (TV): Wendy Padison
- 1997: A Match Made in Heaven (TV)